# Кириченко Микола Карпович
Микола Карпович Кириченко (нар. 12 лютого 1923, село Петропавлівка, тепер Куп'янського району Харківської області — 12 серпня 1986, місто Одеса) — комуністичний діяч в Україні. Герой Соціалістичної Праці (22.12.1977). Депутат Верховної Ради СРСР 7—10-го скликань. Член ЦК КПУ в 1966—1986 р. Кандидат у члени ЦК КПРС в 1971—1977 р. Член ЦК КПРС в 1977—1986 р.

## Біографія
Народився в селянській родині. Після закінчення в 1940 році середньої школи навчався в Куп'янському вчительському інституті Харківської області.
З 1941 по 1945 рік служив у Червоній армії, учасник німецько-радянської війни. Закінчив військове училище, служив командиром санітарного взводу 282-го гвардійського стрілецького полку. Воював на Сталінградському, 2-му і 3-му Українському фронтах, був важко поранений.
Член ВКП(б) з 1944 року.
Після демобілізації з грудня 1945 року працював завідувачем партійного кабінету Абдулінського вузлового партійного комітету Чкаловської області РРФСР.
З 1946 року — інструктор, заступник завідувача відділу пропаганди і агітації Куп'янського міського комітету КП(б)У Харківської області.
У 1947—1949 роках — 1-й секретар Куп'янського міського комітету ЛКСМ України.
У 1949—1950 роках — 2-й секретар Харківського обласного комітету ЛКСМ України.
У 1950 році закінчив Харківський учительський інститут.
У 1950—1955 роках — 1-й секретар Харківського обласного комітету ЛКСМ України.
У 1955 році закінчив заочне відділення Харківського педагогічного інституту.
У березні 1955 — 10 лютого 1960 року — 2-й секретар ЦК ЛКСМУ.
5 лютого 1960 — травень 1961 року — секретар Полтавського обласного комітету КПУ. У травні 1961 — грудні 1962 року — 2-й секретар Полтавського обласного комітету КПУ.
17 грудня 1962 — 11 січня 1963 року — голова виконавчого комітету Полтавської обласної Ради депутатів трудящих.
11 січня — 9 травня 1963 року — голова виконавчого комітету Полтавської сільської обласної Ради депутатів трудящих.
9 квітня 1963 — 14 грудня 1964 року — 1-й секретар Кіровоградського сільського обласного комітету Компартії України.
15 грудня 1964 — березень 1965 року — голова виконавчого комітету Кіровоградської обласної Ради депутатів трудящих.
20 березня 1965 — 6 квітня 1967 року — 1-й секретар Кіровоградського обласного комітету КПУ.
5 квітні 1967 — 1 липня 1977 року — 1-й секретар Кримського обласного комітету КПУ.
30 червня 1977 — 12 жовтня 1983 року — 1-й секретар Одеського обласного комітету КПУ.
З жовтня 1983 року — персональний пенсіонер союзного значення у місті Одесі.
Похований в Одесі на Другому християнському цвинтарі.

## Нагороди
- Герой Соціалістичної Праці (22.12.1977)
- чотири ордени Леніна (22.03.1966, 27.08.1971, 22.12.1977, 11.02.1983)
- орден Жовтневої Революції (9.02.1973)
- орден Трудового Червоного Прапора (26.02.1958)
- два ордени «Знак Пошани» (28.10.1948, 26.04.1957)
- орден Вітчизняної війни 1-го ст. (11.03.1985)
- медаль «За відвагу» (12.12.1943)
- медалі